# Aag (vulcano)
L'Aag (in russo Ааг?) è un vulcano spento situato nella penisola della Kamčatka meridionale, a sud-est della Catena Orientale. È alto 2 310 metri e fa parte del gruppo vulcanico Korjakskaja-Avačinskaja sopka; si trova nella parte nord-ovest del gruppo. Un secondo cono laterale costituisce il vulcano Arik. I fiumi Pinačevskaja e Dremučaja hanno origine ai piedi dell'Aag.